# قرة بوغاز
قرة بوغاز هي قرية في مقاطعة مياندوآب، إيران. يقدر عدد سكانها بـ 33 نسمة بحسب إحصاء 2016.